# Heteroclytomorpha sormeoides
Heteroclytomorpha sormeoides är en skalbaggsart. Heteroclytomorpha sormeoides ingår i släktet Heteroclytomorpha och familjen långhorningar.

## Underarter
Arten delas in i följande underarter:
- H. s. sormeoides
- H. s. salomonum
- H. s. ammiralis
- H. s. websteri